# Poa kurtzii
Poa kurtzii là một loài cỏ trong họ hòa thảo, thuộc chi poa.